# Magnolia elegans
Magnolia elegans är en magnoliaväxtart som först beskrevs av Carl Ludwig von Blume, och fick sitt nu gällande namn av Hsüan Keng. Magnolia elegans ingår i släktet Magnolia och familjen magnoliaväxter. Inga underarter finns listade i Catalogue of Life.

## Bildgalleri

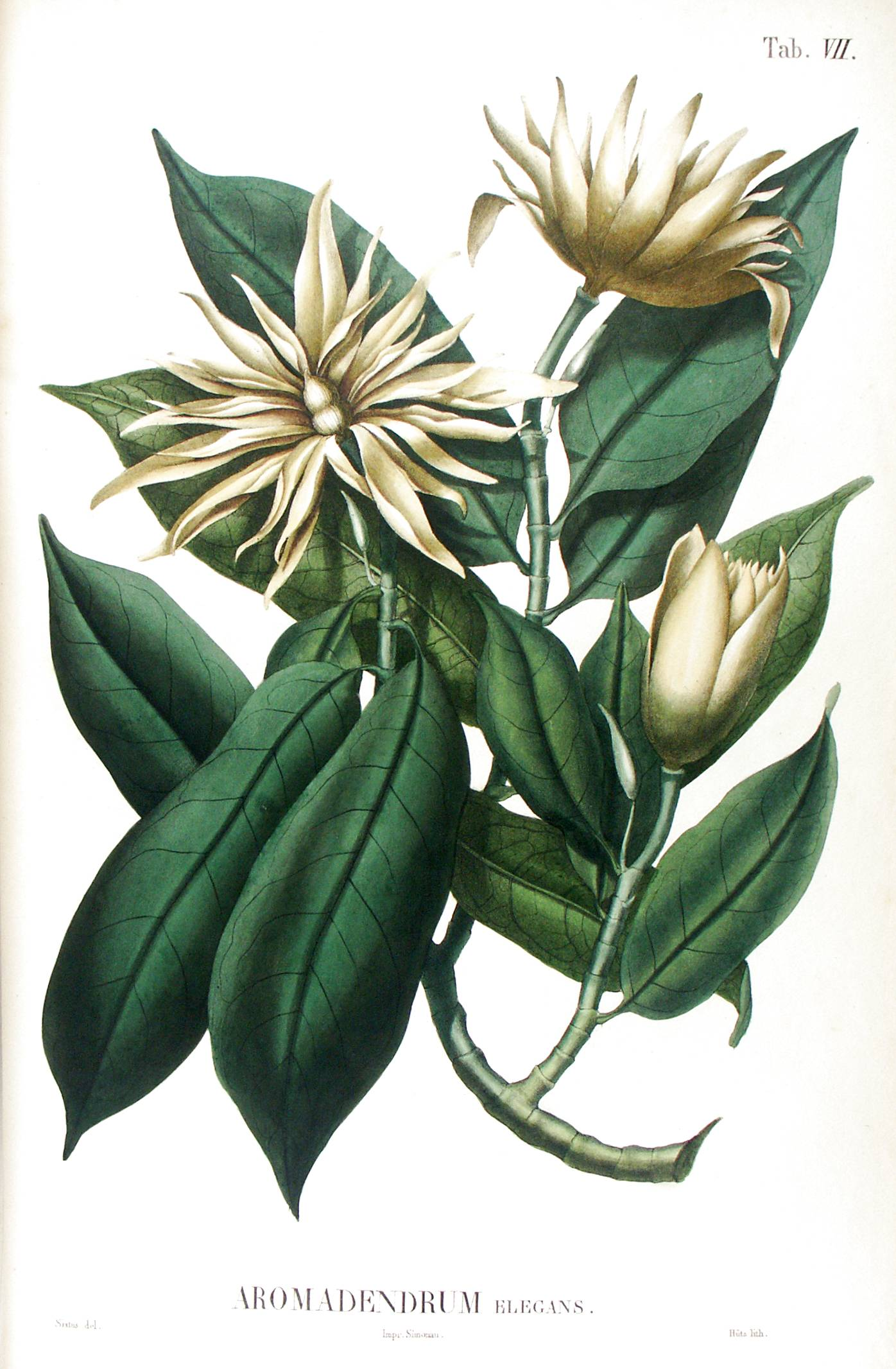